# موكوروتلو
الموكوروتلو هي نوع من القبعات القشّيّة التي يستخدمها شعب السوتو على نطاقٍ واسع ضمن ملابسهم التقليدية، وهي الرمز الوطني لليسوتو. تظهر قبعة موكورتولو في علم ليسوتو وعلى لوحات ترخيص ليسوتو. يُعتقد أن التصميم مستوحى من جبل قيلوان مخروطي الشكل. وتعرف أيضاً باسم "molianyeoe" وتعني «الشخص الذي ينفذ الحكم في المحكمة» في اللغة السوتية. تصنع قبعات موكوروتلو من عشب يعرف باسم «موسيا» أو «ليهولي».

## التاريخ
أصول الموكوروتلو غير واضحة. ثمة قبعة ذات شكل مشابه، تسمى تويدانغ، كان يرتديها عادة كيب الملايو، الذين ينحدرون من نسل العبيد من جزر الهند الشرقية. يُعتقد أن شعب السوتو ربما تبنى موكوروتلو بعد تعرّفتهم على هذه القبعات.[بحاجة لمصدر أفضل]
من المحتمل أن تكون قبعات موكوروتلو قد اعتمدت في أوائل القرن العشرين، عندما بدأ الزرعماء بارتداءها وبدأوا في غناء أغنية تُعرف أيضًا باسم «موكوروتلو» لكسب الدعم في قرية «بيتسو». كان الرجال يرتدون قبعات الموكوروتلو بشكلها الأصلي حصريًا في التجمعات. ومع ذلك، في خمسينيات القرن العشرين، طُوّرت تصميمات جديدة لتلبية احتياجات النساء.

## الرمزية
يعرض شعب السوتو قبعات الموكوروتلو في منازلهم، دلالةً إلى أنهم يلتزمون بالعادات ويقرون بعلاقاتهم بباليمو، الديانة الأفريقية التقليدية.

## استخدامات بديلة
طقوس الحرب والأغاني والقصائد الأخرى تحمل الاسم العام لموكوروتلو. ويلاحظ أيضًا أن هذا الاسم يشير إلى الرقص الذكوري التقليدي الذي يؤديه الذكور البادئون والشيوخ.